# Leira
Leira este o localitate din comuna Nord-Aurdal, provincia Oppland, Norvegia, cu o suprafață de 1,06 km² și o populație de 856 locuitori (2013).